# Ellen DeGeneres
Ellen Lee DeGeneres, ameriška igralka, TV voditeljica, stand up komedijantka, * 26. januar 1958, Metairie, Louisiana, ZDA.
Kot filmska igralka je znana po vlogi v filmu Mr. Wrong, posodila je glas Dory v animiranemu filmu Reševanje malega Nema, za katerega je prejela nagrado saturn za najboljšo stransko igralko. Ellen je vodila oskarje ter emmyje. Bila je sodnica v Ameriškem idolu. 
V četrti sezoni serije Ellen leta 1997 se je javno opredelila kot lezbijka. Osvojila je trinajst emmyjev in številne druge nagrade za svoje delo ter dobrodelna prizadevanja. Od leta 2003 do 2022 je vodila pogovorno oddajo The Ellen DeGeneres Show. 

## Mladost
Ellen se je rodila in odraščala v Metairie, Louisiani. Je hči Elizabeth Jane "Betty" Pfeffer, ki je logopedinja, in Elliott Everett DeGeneresa, zavarovalnega zastopnika. Ima enega brata, Vanca, ki je glasbenik in producent. Odraščala je v krščanski družini. Leta 1973 sta njena starša vložila za ločitev. Kmalu zatem se je njena mati poročila s prodajalcem Royem Gruessendorfom. Mati in Ellen sta se preselila h Gruessendorfu v New Orleans, Vance pa je živel z očetom.
Ellen je zaključila Atlanta High School. Študirala je na University of New Orleans, kjer je diplomirala iz komunikologije. Po enem semestru je pustila šolo. 

## Osebno življenje
V letu 2007 je Forbes ocenil vrednost Ellen DeGeneres na 65 milijonov dolarjev. 
Ellen je ljubiteljica Nacionalne nogometne lige in je pokazala veliko podpore za New Orleans Saints ter Green Bay Packers.

### Spolna usmerjenost
Leta 1997 je Ellen priznala, da je lezbijka. Odločno razkritje njene spolne usmerjenosti je sprožilo bučno zanimanje ameriških tabloidov zanjo. Istega leta je začela romantično razmerje z biseksualno igralko Anne Heche, avgusta 2000 sta se razšli.

### Razmerja
Od leta 2001 do 2004 je imela Ellen tesno razmerje z igralko Alexandro Hedison. Par se je pojavil na naslovnici revije The Advocate.
Od leta 2004 ima razmerje s Portio de Rossi. Za poroko je dobila Portia trikaratni rožnati diamantni prstan. Poročili sta se 16. avgusta 2008 na svojem domu, z devetnajstimi gosti, vključno s starši. Ellen in Portia živita v Beverly Hillsu s tremi psimi in štirimi mačkami. 6. avgusta 2010 je Portia vložila zahtevo za zakonsko spremenitev svojega imena na Portia Lee James DeGeneres, ki je bila odobrena 23. septembra 2010.

## Kariera

#### Filmska kariera
Na malih ekranih se pojavi v 1980-ih in zgodnjih 1990-ih z vlogo na televizijski seriji Open House (Odprta hiša). 
Ellen je igrala v seriji z imenom Ellen's Energy Adventure.

#### Televizijska kariera
- Ellen (1994-1998), ABC show, je bil priljubljena komična serija, ki ji je dala svoj pečat Ellen sama.

Serija Ellen je dosegla svoj vrhunec popularnosti februarja 1997, ko je Ellen priznala homoseksualnost v javnosti. V maju 1998 je bila serija Ellen odpovedana. Ellen se je vrnila med stand-up komedijantke, kasneje pa se je uveljavila kot uspešna voditeljica pogovornih oddaj.
- Ellen DeGeneres Show

Ellen DeGeneres Show se je začela septembra 2003 in poteka še danes. Ellen v tej oddaji gosti razne znane osebe. Oddaja je znana po tem, da ima dolge oglase, po smešni Ellen in začetnem plesu. Ellen je gostila: Oprah Winfrey, Justina Timberlaka, Paris Hilton, Justina Bieberja, Paris Jackson, prvo damo ZDA Michelle Obama.
Oddajo oddaja Universal Studios Orlando od marca 2007.

## Filmografija

### Filmi
| Leto | Ime Filma                | Vloga             |
| ---- | ------------------------ | ----------------- |
| 1990 | Arduous Moon             | Ellen (igra sebe) |
| 1991 | Wisecracks               | Ellen (igra sebe) |
| 1993 | Coneheads                | Trener            |
| 1994 | Trevor                   | Ellen (igra sebe) |
| 1996 | Ellen's Energy Adventure | Ellen (igra sebe) |
| 1996 | Mr. Wrong                | Martha Alston     |
| 1998 | Goodbye Lover            | Rita Pompano      |
| 1998 | Dr. Dolittle             | Prologue Dog      |
| 1999 | EDtv                     | Cynthia           |
| 1999 | The Love Letter          | Janet Hall        |
| 2003 | Pauly Shore Is Dead      | Ellen (igra sebe) |
| 2003 | Finding Nemo             | Dory              |
| 2004 | My Short Film            | Ellen (igra sebe) |
| 2015 | Finding Dory             | Dory              |

### Televizija
| Leto       | Ime serije/oddaje                               | vloga           |
| ---------- | ----------------------------------------------- | --------------- |
| 1988       | Women of the Night                              |                 |
| 1989       | Open House                                      | Margo Van Mete  |
| 1992       | Laurie Hill                                     | Nancy MacIntyre |
| 1994–98    | Ellen                                           | Ellen Morgan    |
| 1995       | 38. podelitev Grammy nagrad                     | gostiteljica    |
| 1996       | 39. podelitev Grammy nagrad                     | gostiteljica    |
| 1998       | Mad About You                                   | Nancy Bloom     |
| 2000       | If These Walls Could Talk 2                     | Kal             |
| 2000       | Ellen se vrača (Ellen DeGeneres: The Beginning) |                 |
| 2001       | Will & Grace                                    | Sister Louise   |
| 2001       | Saturday Night Live                             |                 |
| 2001       | On the Edge                                     |                 |
| 2001       | 53. podelitev Emmijev                           | voditeljica     |
| 2001–02    | The Ellen Show                                  | Ellen Richmond  |
| 2003-danes | The Ellen DeGeneres Show                        | voditeljica     |
| 2007-08    | American Idol                                   | žirantka        |
| 2010       | American Idol                                   | žirantka        |
| 2014       | 86. podelitev Oskarjev                          | gostiteljica    |

## Biografija
O njej so napisane tri biografije, vse so v angleškem jeziku in niso prevedene v slovenščino.
- DeGeneres, Ellen (1995). My Point...And I Do Have One. New York: Bantam Books. ISBN 0-553-09955-8.
- DeGeneres, Ellen (2003). The Funny Thing Is... New York: Simon & Schuster. ISBN 0-7432-4761-2.
- DeGeneres, Ellen (2011). Seriously...I'm Kidding. New York: Grand Central Publishing. ISBN 0-446-58502-5